# Густав Адольф, герцог Вестерботтенский
Густав Адольф, герцог Вестерботтенский (швед. Gustaf Adolf Oscar Fredrik Arthur Edmund; 22 апреля 1906[…], Королевский дворец в Стокгольме, Стокгольм — 26 января 1947[…], Каструп, Торнбю) — старший сын Густава VI Адольфа и Маргариты Коннаутской, наследник престола второй очереди (после своего отца), не царствовал. 26 января 1947 года, при жизни отца и деда, погиб в авиационной катастрофе. Отец нынешнего короля Швеции, Карла XVI Густава.

## Биография

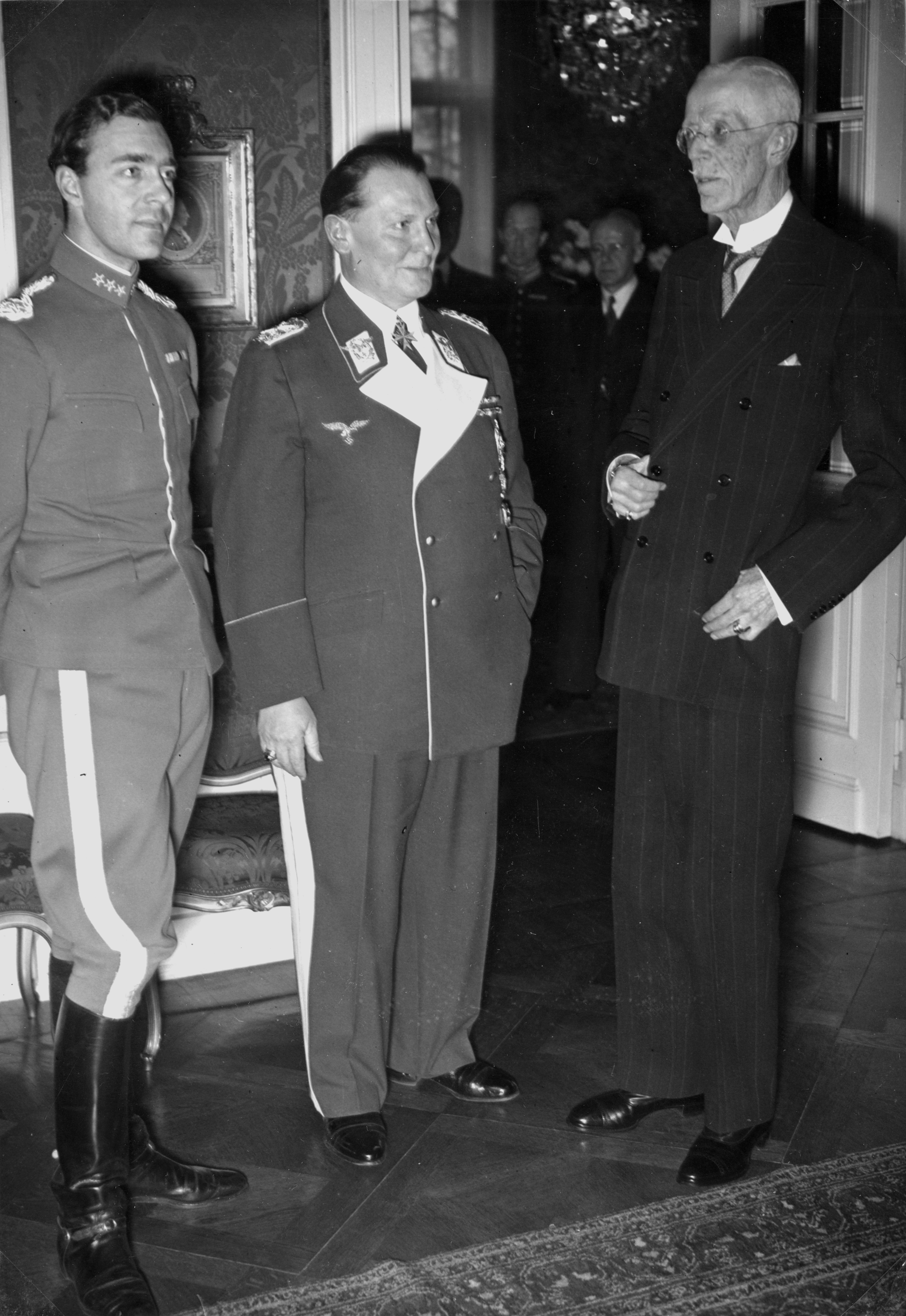
Принц Густав Адольф, Герман Геринг и король Густав V в Берлине (февраль 1939 года)

Тот факт, что Принц Густав Адольф, как официальный представитель Швеции, был на встречах со многими нацистскими лидерами, включая Адольфа Гитлера и Германа Геринга (последний жил в Швеции и имел большое количество друзей среди шведского верховного класса), сделал его непопулярным среди многих шведов. И, поскольку принц очень редко говорил о вопросах, касающихся политики, не оставляя никакого письменного свидетельства о политических симпатиях, эта тема осталась незакрытой для историков и журналистов.
При жизни своего деда Густава V, Густав Адольф был вторым в порядке престолонаследия, после своего отца Густава VI Адольфа.

### Гибель
В полдень 26 января 1947 года он погиб недалеко от аэропорта Копенгагена «Каструп». 26 января 1947 года Густав Адольф и его адъютант граф Альберт Стенбок возвращались домой в Стокгольм после охоты на кабана с голландским принцем Бернхардом.
Рейс из Амстердама приземлился в Копенгагене для остановки, перед отлётом в Стокгольм, после чего самолёт поднялся на высоту приблизительно 50 метров и резко упал на землю. Все 22 человека на борту самолёта (16 пассажиров и 6 членов экипажа) погибли. Также на борту была американская актриса Грейс Мур и датская актриса Герда Нейман .
В 1950 году, через три года после его гибели, умер его дед Густав V, и наследником престола стал единственный сын герцога Вестерботтенского Карл, будущий Карл XVI Густав.

### Семья
19 октября 1932 года Густав Адольф женился на своей троюродной сестре Сибилле Саксен-Кобург-Готской, дочери Карла Эдуарда, герцога Саксен-Кобург-Готского, она умерла в 1972 году.
Дети:
- принцесса Маргарет Дезире Виктория (род. 1934) — вышла замуж за простолюдина Джона Амблера (1924—2008), в браке с которым родилось трое детей;
- принцесса Биргитта Ингеборга Алиса (1937—2024) — вышла замуж за немецкого принца Иоганна Георга Гогенцоллерна (1932—2016), третьего сына Фридриха Гогенцоллерн-Зигмарингена и принцессы Маргариты Каролы Саксонской, в браке родилось трое детей;
- принцесса Дезире Елизавета Сибилла (род. 1938) — вышла замуж за шведского дворянина Нилса Августа Сильвершёльда (1934—2017), в браке с которым родилось трое детей;
- принцесса Кристина Луиза Елена (род. 1943) — вышла замуж за дипломата Торда Йёста Магнусона (род. 1941), в браке с которым родилось трое сыновей;
- король Карл XVI Густав Фольке Хубертус (род. 1946) — король Швеции с 1973 года, женат на Сильвии Ренате Зоммерлат, трое детей.